# Szabó István (filmrendező)
Szabó István (teljes neve Szabó István Tamás) (Budapest, 1938. február 18. –) a Nemzet Művésze címmel kitüntetett,  BAFTA- és Kossuth-díjas magyar filmrendező, érdemes és kiváló művész. A magyar filmművészet európai hatású és rangú alkotója. Mephisto című filmje a legjobb idegen nyelvű film kategóriában Oscar-díjat nyert.

## Pályafutása
Szabó István Budapesten született, de élete első hat évét Tatabányán töltötte. Apja, Szabó István (1902–1945) orvos volt a tatabányai kórházban; anyja, Vita Mária Edit polgári családból származott és szintén kórházban dolgozott. Apai nagyapja, Szabó Ignác (1868–1945) bányafőorvosként működött évtizedeken keresztül Tatabányán. A család a 20. század első felében a zsidó hitről a katolikus hitre tért át, ám a zsidótörvények őket is érintették. 1944 novemberében dr. Szabó Istvánt családjával együtt a komáromi gyűjtőtáborba internálták. Ullrich Viktor ezredes az Assisi nővérek segítségével a fővárosi Assisi Szent Ferenc kórházba helyeztette át a későbbi filmrendező édesapját, ám ott egy műtét során szerzett diftériás fertőzés következtében 1945 áprilisában meghalt. Ezután a gyermek anyai nagyanyjánál, a ferencvárosi Liliom utcában laktak, ahonnan 1950-ben a budai Németvölgyi útra, önálló lakásba költöztek.
A gyermek Szabó István sokáig orvos, de 16 éves korától már filmrendező akart lenni. Középiskolai tanulmányait az I. kerületi Toldy Ferenc Gimnáziumban végezte, 1956-ban érettségizett. Ugyanebben az évben jelentkezett és első próbálkozásra fölvették a Színház- és Filmművészeti Főiskola (ma egyetem) filmrendező szakára, Máriássy Félix osztályába, ahol a tanársegéd Makk Károly volt. Osztálytársa volt többek között Elek Judit, Kézdi-Kovács Zsolt, Rózsa János, Gábor Pál, Gyöngyössy Imre, Kardos Ferenc, Singer Éva és a negyedik évfolyamtól Huszárik Zoltán.
A főiskolán készített kisfilmjei elvesztek, köztük egy plakátragasztóról szóló tízperces némafilm, melyet Szabó István egy 1975-ben készült interjúban első rendezésének nevezett. A főiskolán 1961-ben végzett. Koncert című vizsgafilmje, egy lírai etűd eredeti látásmódról tanúskodott, az oberhauseni nemzetközi fesztiválon díjat is nyert.
Ugyanezen év végén Szabó István házasságot kötött Gyürey Verával, és a Váci úti bérházban lévő lakásba költözött, s több mint négy évtizeden át ott lakott.

## Rendezői munkássága

### Az 1960-as évek

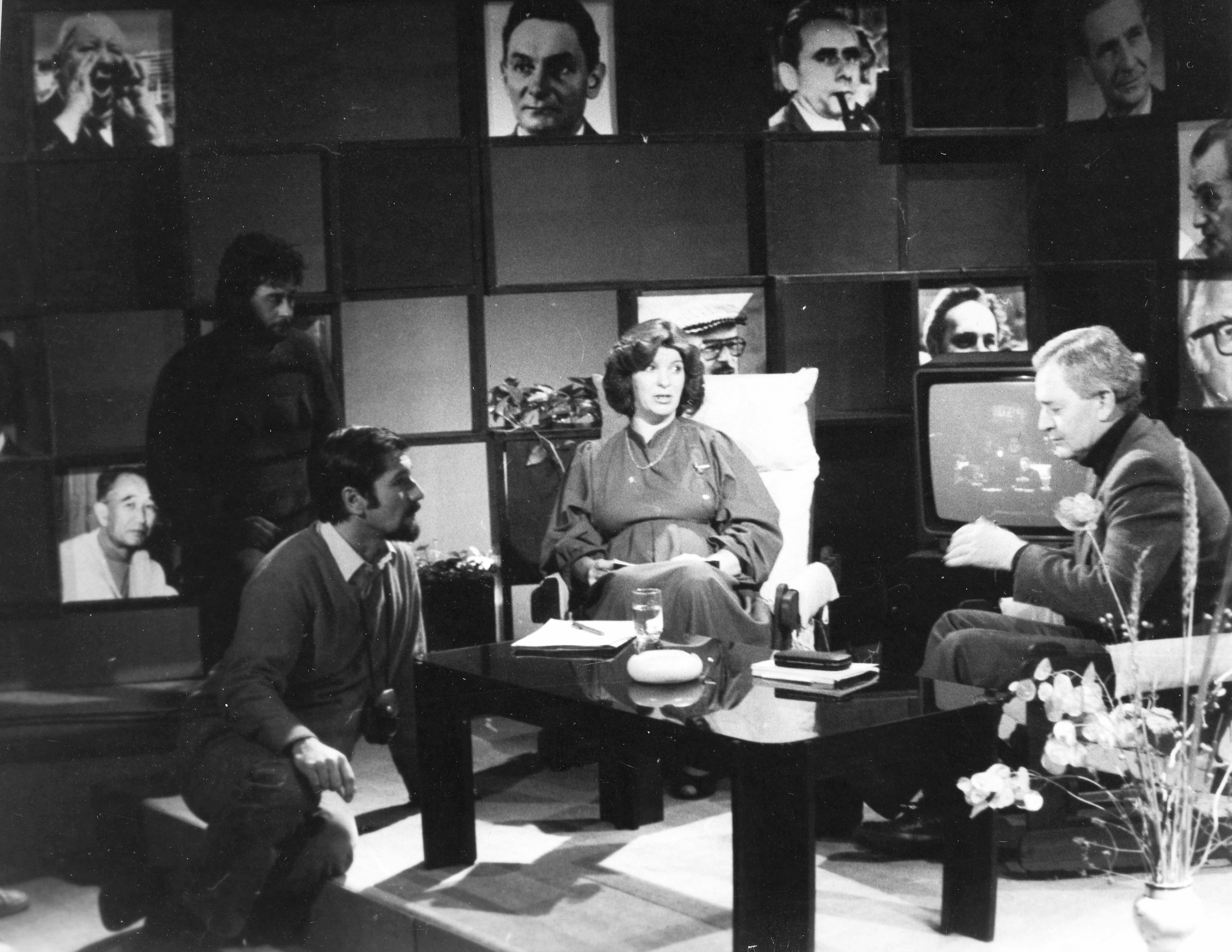
Szabó István az MTV Mozaik című műsorában, Ránki Júlia riporterrel, 1987

Első munkahelyén, a Híradó és Dokumentumfilmgyárban asszisztensként dolgozott, közvetlen felettese Nemeskürty István volt. Már rövidfilmjeivel is feltűnést keltett. Az 1958 decemberében alapított Balázs Béla Stúdióban készült első filmje, a Variációk egy témára (1961) a háborúval foglalkozott, amit három különböző stílusú és hangvételű etűdben (Tárgyilagosan, Döbbenten, Sikoltásként) dolgozott fel. Ezt követte a franciásan könnyed, érzelmes Te című rövidfilm (Balázs Béla Stúdió, 1962), alcíme szerint: Szerelmesfilm, Esztergályos Cecíliával a főszerepben. A mindössze nyolc perces alkotás egyebek között a IV. Magyar Rövidfilmszemle I. díját és a Tours-i Filmfesztivál nagydíját nyerte el.
Indulásakor a lengyel és a francia filmművészet új hullámának hatására kibontakozott „magyar új hullám” egyik vezéregyénisége lett. Művészi fejlődését döntően befolyásolták François Truffaut és Jean-Luc Godard munkái, majd hosszú távon Ingmar Bergman törekvéseit őrizte meg. Kezdetben saját nemzedéke, később Kelet-Közép-Európa közelmúltja és jelene, annak politikai és morális problémái kerültek művei középpontjába.

### Az első játékfilmek
1962-ben Herskó János rendező kérésére átkerült a Hunnia Filmgyárba és mintegy tíz évig ott dolgozott. Herskó János Párbeszéd (film)|Párbeszéd című filmjében első asszisztens lett, ennek a forgatásnak köszönhette munkakapcsolatát későbbi játékfilmje több szereplőjével, például Sinkovits Imrével és Gábor Miklóssal. A legfontosabb azonban a rendező személye volt: Herskó János támogatásának nagy része volt abban, hogy Szabó István rendkívül fiatalon és saját (nem pedig hozott) forgatókönyv alapján elkészíthette első nagyjátékfilmjét, az Álmodozások korát, majd ennek sikere után az Apa és a Szerelmesfilm című műveit. Ezekben saját ifjúsága és nemzedéke meghatározó élményeit dolgozta fel.
Mindhárom önéletrajzú ihletettségű film főhőse (Bálint András alakítása) a háborút gyermekként, 1956 október–novemberét kamaszként átélt értelmiségi, érzékeny budapesti fiatalember.
- Az Álmodozások kora – film a pályakezdés, a társadalmi beilleszkedés, a társ- és útkeresés nehézségeiről az 1960-as évek elején. Ebben az első nagyjátékfilmben már megmutatkozott a rendező eredeti látásmódja, a korszak hazai filmjeihez képest újszerű, oldott stílusa. „A film eredetiségét a választott dramaturgia biztosította. Szabó István fölrajzolt ugyan egy vékonyka cselekményt is, de erre, mint karácsonyfára a díszeket, a legkülönfélébb etűdöket aggatta rá… Az etűdszerkezetből következett, hogy a képek és a dialógusok néha elszakadtak egymástól, a szituációkat hol belső monológ, hol narrátor értelmezi… Az Álmodozások kora megjelenése pillanatában valóságos dramaturgiai dzsungelnek látszott… [pedig] a motívumok bujtatása, ölelkezése igencsak gondos dramaturgiai munka révén jött létre.”[7]
- Az Apa című film az apa nélkül felnőtt nemzedék eszmélését, orientációs zavarát helyezi az ábrázolás középpontjába. Az apa helyét kitöltő képzelt fantáziaképek változásai Takó felnőtté válását és a kor változását egyaránt jelzik. A történet végén egyetemistaként János már szembe tud nézni helyzetével és megérti, hogy az idealizált apa-kép helyett saját erejére kell támaszkodnia. Akárcsak az előző filmben, itt is megjelenik a zsidóság témája; egyelőre csak mellékszálként, mint identifikációs (azonosulási) probléma, de számos későbbi filmjében is helyet kap, A napfény ízében pedig kiteljesedik. Az Apa lélekrajza pontosabb, cselekménye és központi alakja kidolgozottabb, mint az előző alkotásé. Ezt bizonyítja több fesztiváldíja és az, hogy 1968-ban fölkerült a Budapesti tizenkettő néven ismert legjobb magyar filmek listájára, majd 2000-ben az Új Budapesti Tizenkettő listára is.
- A Szerelmesfilm, a rendező első színes játékfilmje az előzőknél érzelmesebb, erősebben emlékképekre épülő történet. A főhős, Jancsi első külföldi útja, néhány hetes látogatása az 1956-ban Franciaországba kivándorolt Katánál, akivel együtt töltötte gyermek- és kamaszkorát a tíz évvel korábban történt elválásig. A film egy gyerekkori szerelem késői lezárulásáról, „egy illúziókból táplálkozó szerelem lehetetlenségéről”[8] szól, és az ideológiák által megosztott világban az emberi kapcsolatok elszakadásának lírai ábrázolása. Ez a film zárja Szabó István pályáján a saját nemzedékét középpontba állító alkotások sorát, mely sajátos trilógiát alkot.

A trilógia filmjeinek közös jellemzője a tematika és a témák felvetésének módja, vállalt személyessége, ami nem csak önéletrajzi motívumokban (például az apa halála 1945-ben), hanem főként az író-rendező látásmódjában és stílusában mutatkozik meg. Az alaptörténet természetesen mindegyik filmben más, de hasonló a jelent emlék- és fantáziaképekkel gyakran megszakító, több idősíkot egymásba játszató cselekményszervezése. A tárgyak, az élettények gyakran a zenéhez hasonlóan, motívumszerűen ismétlődnek vagy variálódnak (van, aki ezt zenei szerkesztésmódnak is nevezi), ami gondolati vagy hangulati többletet eredményez, ugyanakkor kevesebb teret enged a színészi játéknak. A történeteket a főhős hangján előadott kommentárok kísérik (narrátor vagy belső monológ). Jellemző e filmek összegző befejezése: egy esemény (az első filmben a telefonos ébresztés, a másodikban a folyó átúszása, a harmadikban a levélírás) megsokszorozása, ami az egyszeri történetet általánossá emeli és hatását érzelmileg is felerősíti. Ezt a megoldást a rendező néhány későbbi filmjében is alkalmazta.

### Az 1970-es évek
Miután korábbi főnöke, Herskó János 1970-ben elhagyta Magyarországot, Szabó István visszatért a Nemeskürty István által vezetett filmstúdióba. Itt forgatta következő három játékfilmjét.
Előttük azonban, 1971-ben vállalati megrendelésre kisfilmsorozatot készített, melynek első darabja az oberhauseni rövidfilm-fesztivál egyik díját is elhozta. Az Álom a házról, ez a „tizenkét perces lírai, szürrealista vízió” előtanulmánynak is bizonyult a következő nagyjátékfilmhez. „Az a kisfilm olyan volt, mint egy vers… Önálló kis remekmű.”
A sorozat darabjai (operatőr Lőrincz József): Álom a házról; Tükör; Duna: Halak–madarak; Lányok, városháttérrel; Leányportré; Tér; Hajnal; Alkony. Ezekhez járult később a Várostérkép (1977) című rövidfilm, amely Oberhausenben nagydíjat nyert. A Budapest, amiért szeretem összefoglaló című sorozat teljes hossza ezzel együtt 51 perc lett.
- A Tűzoltó utca 25. szürrealista stílusban előadott, álmokba és víziókba sűrített, nemzedékeket átfogó családtörténet. A sok-szereplős film – Sára Sándor operatőri munkája – helyszíne egy áporodott levegőjű, kopottas pesti bérház, hősei a ház lakói. „Házunk a múlt egy darabja – írja Szabó István a film mottójában –, az emberek, akik itt laknak, a múlt emlékeinek szövevényében élnek, életük legnagyobb döntéseit a háborús évek követelték tőlük, s emberségük, magatartásuk döntő próbái elé is akkor álltak.”[13] A film képi világa többnyire nem valóságos eseményeket ábrázol, hanem a hősök érzelmi, tudati vagy tudatalatti világát jeleníti meg. A történések az álmok, képzettársítások „logikája” szerint, időn és téren átlépve kapcsolódnak egymáshoz, egységes látomást alkotnak.
- A Budapesti mesék az Apában megismert elhagyott villamos „életrekeltésének” motívumát variálja, de azt egész más tartalommal tölti meg. A háború után néhányan egy messzi városba akarnak eljutni. Találnak egy villamost, nagy nehezen sínre állítják, húzva-tolva elindulnak vele. Mind többen csatlakoznak, különböző – természeti és lelki – akadályokat kell leküzdeniük. „És egy hajnalon meglátják távolról a várost, s a többi villamost is, ahogy haladnak minden irányból a város felé.”[14]

Ez a parabola (példázat, jelképes elbeszélés) többféle értelmezési lehetőséget kínál. A történetet értelmezték a kollektivitás jelképének, az 1945 utáni magyar történelemről vagy az emberi lélek történetéről szóló példázatnak, illetve egy sajátos Mózes-történetként is. A Szabó István-monográfia írója szerint „…a történet egy ember története. A villamos is egy ember pokolra szállása, és ez az ember maga az alkotó.”
A Cannes-i Nemzetközi Filmfesztiválon a mű nem keltett figyelmet, itthon pedig volt olyan kritikai vélemény, hogy az ábrázolás túlzottan elvont, és a rendező filmkészítési módszereinek megújítására volna szükség.
- A Bizalom az évtized végén valóban egész más stílusban készült és több szempontból fordulópont a rendező pályáján. A stílusváltást az operatőr személye is jelzi: ezzel kezdődött a hosszú távú együttműködés Koltai Lajos operatőrrel; és ez az első olyan játékfilm, melynek alaptörténetét (filmnovelláját) Szabó István nem egymaga írta (a másik szerző: Szántó Erika). A Bizalom film egy asszonyról és egy férfiról, akiket a háború összehoz és a háború vége elválaszt: Budapest ostroma idején családjukat elhagyva rövid időre kénytelenek összeköltözni. A film kettejük kapcsolatát, szerelmük kibontakozását, érzelmi világuk változását, a kitárulkozás és a gyanakvó bezárkózás hullámzásait elemzi. Álom- és emlékképek nélkül elbeszélt történet, mely reális, pontosan körülhatárolt térben (egy külvárosi kislakás szűk szobája) és időben (1944. november – 1945. február) zajlik. A két-szereplős kamaradrámában a korábbi filmeknél jóval hangsúlyosabb szerepet kap a színészi játék, Bánsági Ildikó és Andorai Péter kitűnő alakítása.

Az évtized mindhárom játékfilmje eltérő stílusban készült, de az igazi váltást az utóbbi film jelentette. A hagyományos filmkészítési módszerek irányába tett fordulatot egyes kritikusok visszalépésnek, a korábbi tematika és eredeti filmstílus „elárulásának” tekintették, véleményük a következő évtizedben forgatott filmekre is vonatkozott. A rendezőnek azonban nem ez volt a véleménye. „A Bizalom egy átmeneti periódusban született Szabó pályáján, amikor elindult a kollektivitás eszméjét körbejáró magyar filmektől a nemzetközi koprodukcióban készülő történelmi eposzok felé.”

### Az 1980-as évek

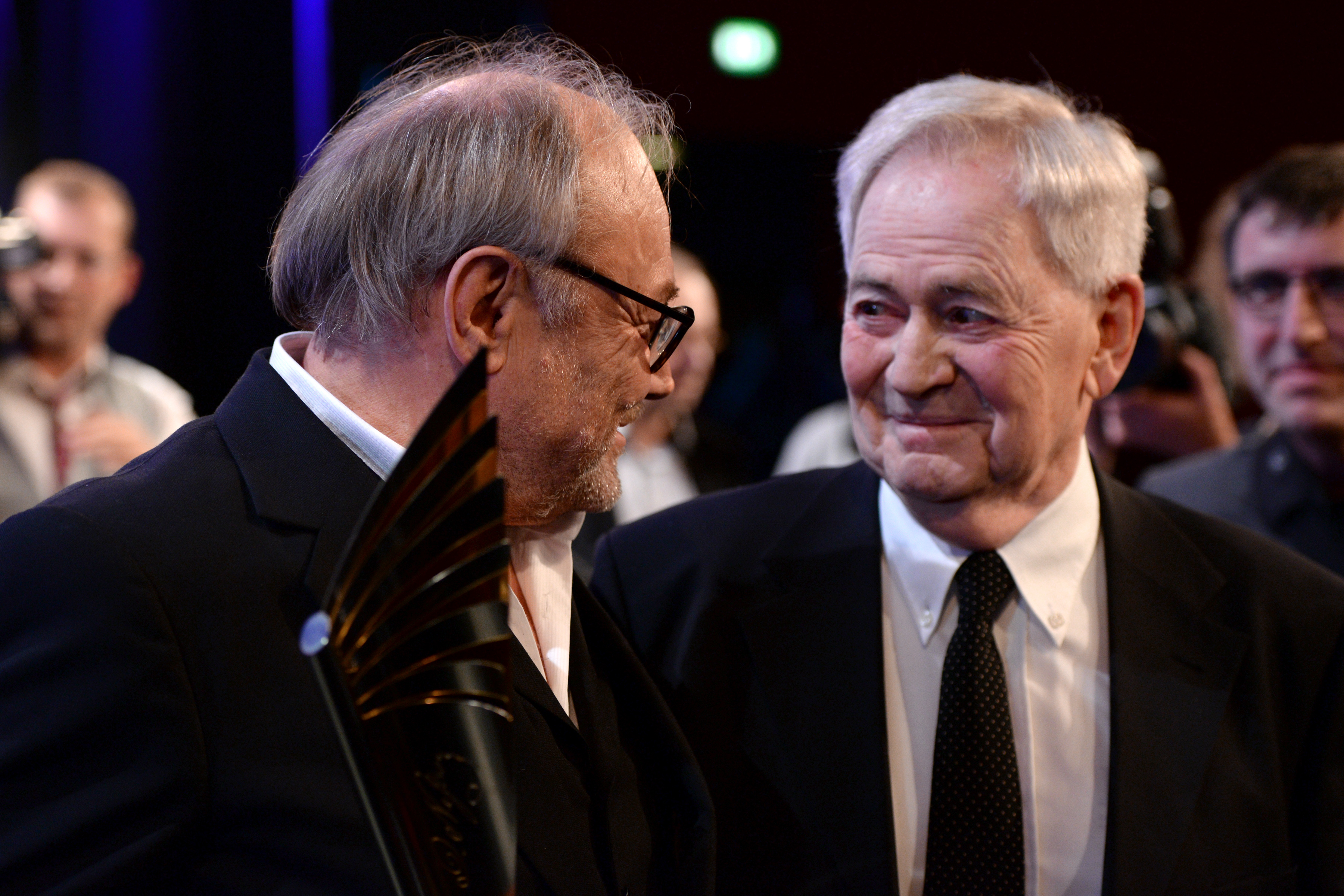
Szabó István és Klaus Maria Brandauer 2014-ben

Filmjeinek egy nyugat-berlini vetítéssorozatán Szabó István megismerkedett Manfred Durniok német producerrel, aki felkérte egy televíziós film elkészítésére. A Zöld madár című két-szereplős szerelmi történet német produkcióban készült. A rendező és operatőre, Koltai Lajos számára jó alkalom volt megtanulni, mit jelent magántőkéből, az itthoninál keményebb feltételek között filmet készíteni. Még a munka teljes befejezése előtt a producer Klaus Mann Mephisto című regényének megfilmesítésére tett ajánlatot.
- A Mephisto koprodukcióban, de lényegében az Objektív Stúdió kivitelezésében és a rendező megszokott stábjával készült. A forgatókönyv írását Szabó István ezúttal – és a következő két történelmi filmnél is – Dobai Péter íróval osztotta meg. A címszerepre Klaus Maria Brandauer osztrák színészt kérte fel, akinek alakítása nagyban hozzájárult a mű (és a későbbi két film) sikeréhez. A történet a Weimari köztársaságban játszódik, az 1920-as években kezdődik és a nemzetiszocializmus uralomra jutásának idején folytatódik. Központi alakja Hendrik Höfgen, a színész, aki kiteljesíteni, érvényesíteni akarja tehetségét, ezért hajlandó megalkudni a hatalommal, de végül kénytelen ráébredni, hogy megalázták, tehetségét kihasználták. Ez az első magyar nagyjátékfilm, mely Oscar-díjat kapott (1982).
- 1983-ban a rendező–operatőr páros Manfred Durniok produkciójában Indonéziában egy kamarajellegű televíziós filmet forgatott (Bali, 1983), és ez év nyarán Szabó István a párizsi operában megrendezte Richard Wagner Tannhäuser című operáját. Ebből az élményből született későbbi filmje, a Találkozás Vénusszal alapötlete.
- A Redl ezredes szintén az Objektív Stúdió és Manfred Durniok részvételével gyártott koprodukció, és az előző történelmi filmhez hasonlóan nagy lélegzetvételű, gazdag kiállítású vállalkozás. Egy egyszerű vasutascsalád gyermekéből a Osztrák–Magyar Monarchia kémelhárítási főnökévé emelkedett katonatiszt életútját és tragédiáját mutatja be az első világháború előtti időkben. A film az azonosságtudat zavarát ábrázolja. A főhős, Alfred Redl a császár odaadó híve, olyan ember, – írja Szabó István a forgatókönyv előszavában[17] –, „akit egyetlen vágy hajt – más akar lenni, nem önmagával azonos, megfelelni minden szempontból a legmagasabb elvárások szerint, s örök hűségben az iránt, aki ezt lehetővé teszi. Az út, amely a mindennapi árulásokon át vezet felfelé, kialakít egy önmaga által bezárt embert.”
- Később „Szabó István folytatta és trilógiává szélesítette a hatalom és a hozzá kényszeresen alkalmazkodó egyén különféle történeti korokban játszódó drámáit. A nemzetiszocializmussal kollaboráló művész erkölcsi züllésének és egy feltörekvő katonatiszt érzelemnélküli alkalmazkodási kényszerének históriája után fogott bele Hanussen, a különös képességű – ma úgy mondanánk – parafenomén történetének nem minden politikai áthallást nélkülöző elmesélésébe.”[18] A témával a rendezőt az ismert berlini producer, Artur Brauner kereste meg, és a trilógia ötletét a leendő címszereplő, Klaus Maria Brandauer támogatta. A különleges hipnotizáló képességgel rendelkező Hanussen az 1930-as évek elején Berlinben aratja sikereit és már látnokként is viselkedik. Az uralomra kerülő nemzetiszocialista párt is felfigyel rá, és hiába próbál különleges adottságára, az emberek feletti vélt „hatalmára” támaszkodni, a propaganda kihasználja, majd miután fölöslegessé válik, elteszik láb alól. A forgatókönyv hiányosságai miatt ez a film a két előző sikerét nem tudta megismételni, ezt a rendező maga is elismerte.

Szabó István első játékfilmjeit a személyesség, a lírai hangvétel jellemzi; a „német” vagy „történelmi” trilógia, vagy „a hatalom és egyén” trilógiája – ki hogyan nevezte – alkotásai elbeszélő jellegűek, lényegében filmregények. A korábbi filmek eredeti, annak idején újszerű megoldásait a filmkészítés hagyományosabb módszerei váltották fel; a „kócos” filmek helyébe a gondosan kivitelezett, gazdag kiállítású, külföldi koprodukciós partnerekkel megvalósított és professzionálisan készült alkotások léptek.

### Filmrendezői tevékenysége mellett
Még az 1970-es évek közepén szemináriumot vezetett a Színház- és Filmművészeti Főiskolán Andrzej Wajdáról, majd a világhírű olasz operatőr, Gianni di Venanzo által fotografált filmekről. 1985-től egyetemi tanárként oktatott a Filmművészeti Egyetemen, de elégedetlen volt a színvonallal, ezért 1989-ben abbahagyta a tanítást. 1991-től (három éven át?) az Európai Filmművészeti Akadémia alelnöke volt. 1992-től kezdve a Széchenyi Irodalmi és Művészeti Akadémia alapító tagja.
Tíz évvel a párizsi Tannhäuser-rendezés után, 1993-ban Lipcsében az operaház megnyitásának 300. évfordulója alkalmából színpadra állította a Borisz Godunovot. Ugyanabban az évben Bécsben Verdi Trubadúr című operáját állította színpadra sajátos koncepcióban, emiatt a bemutatón botrány tört ki. Az általa rendezett előadás azonban még évekkel később is műsoron volt a Bécsi Állami Színházban.
Itthoni színpadon először Müller Péter Lugosi – A vámpír árnyéka című darabját rendezte a Madách Színházban, Darvas Ivánnal a főszerepben. Ezzel majdnem egy időben Eötvös Péter Három nővér című operáját állította színpadra a szerző vezényletével a Magyar Állami Operaházban. Az opera világában játszódik az 1990-es évek első játékfilmje, a Találkozás Vénusszal is.

### Az 1990-es évek
- Az angol-amerikai-japán koprodukcióban készített Találkozás Vénusszal (Meeting Venus) alapötlete Szabó István párizsi Tannhäuser-rendezésének élményeiből származik. Forgatókönyvét a rendező Michael Hirst-tel közösen írta. Témája a párizsi Opera Európában tartandó operaelőadás, illetve annak előkészítése. A különböző országokból érkezett huszonöt művész, szakember mindegyike önálló egyéniség. Az egyéni konfliktusokról és más akadályozó tényezőkről a magyar vendégkarmester (Szántó) igyekszik nem tudomást venni. Közben beleszeret az ünnepelt énekesnőbe (Karin) és végül felvállalja a helyzetet; irányításával létrejön egy felszabadult és sikeres művészeti alkotás, a Tannhäuser bemutatója. A film természetesen nem csak egy operaelőadás létrejöttének története; általában is a közös alkotás, sőt az aktuális politikai helyzet, a közös Európa-ház megteremtésének modelljeként is értelmezhető. Az 1980-as évek történelmi filmtrilógiájához képest a Találkozás Vénusszal oldottabb hangvételével tűnik ki a pályán. A Mephisto világsikerével pedig megnyílt az út, hogy – mint itt a Karint alakító Glenn Close – további Szabó István-filmek főszerepét is világhírű sztárok alakítsák. Kivétel ez alól éppen a következő film.
- Az Édes Emma, drága Böbe a rendszerváltás idején (forgatókönyvének alapja már 1989-ben elkészült), annak hatása alatt és arra adott „első reakció”-ként született alkotás. Több szempontból ellentétes az előző filmmel és a korábbi trilógiával (melyeket együtt Békés Pál: Európa-tetralógiának nevezett). Itt nem a "magas" művészetről és művészekről van szó, hanem a korabeli hétköznapok „hősei”-ről: a vidékről érkezett, fővárosi pedagógusszálláson lakó, fölöslegessé vált két orosz szakos tanárnőről, kilátástalan helyzetükről, a kisszerű és félelmekkel terhelt tantestületről. A film az előzőeknél jóval alacsonyabb költségvetéssel, nagy sztárok nélkül készült; stílusában is a rendező korai, „fésületlen” alkotásaihoz áll közelebb. Mint azok, ez is a korabeli magyar (budapesti) valóság egy szeletéről adott képet. Igaz, hogy ez a rendszerváltásra csak „egy első reakció volt, amely bár mutatott emberi mélységeket is, de bizonyos szempontból inkább egy felületi kép volt.”[21]

Az 1991-ben készített Édes Emma, drága Böbe után Szabó István hét évig nem rendezett nagyfilmet. Ez alatt egy külföldi televíziós produkciót és egy rövidfilmet készített, forgatókönyveket írt, operákat állított színpadra. Filmet tervezett Füst Milán Feleségem története című regényéből, Gérard Depardieu-vel a főszerepben; nem a francia színészen múlt, hogy a terv nem valósult meg. A pályára nézve is fontos körülmény, hogy a rendszerváltással a hazai filmgyártás korábbi bázisa, struktúrája, finanszírozása alapjaiban átalakult, részben meg is szűnt. Szabó István a Magyar Mozgókép Alapítványhoz nem is nyújtott be forgatókönyvet megvalósításra. Korábbi sikerei lehetőséget teremtettek arra, hogy nyugat-európai vagy amerikai produkcióban dolgozhasson tovább. Ezzel a külföldi producerek elvárásai miatt nyilván kompromisszumos megoldásokra is kényszerült.
A német–francia–magyar koprodukcióban készült Offenbach titkait az ARTE tévécsatorna sugározta 1996. április 15-én. Ebben is két (rövidebb) opera előadását állította „színpadra”; a keretjátékban pedig a művész és a mecénás viszonyának alakulását mutatta be. A Csónak biztonsága (Steading of the boat) közel egyórás dokumentumfilm, játékfilmes betétekkel és archív híradórészletekkel (benne a budapesti Hősök tere történelmi eseményeiről). Részben a következő nagyfilm előtanulmányaként készült, – ahogy a Tűzoltó utca 25.-höz az Álom a házról is. Emellett azonban önálló és fontos alkotás. Benne a pálya egyik alapkérdése: az egyén biztonságérzetének lehetősége nyer újabb, dokumentumfilmes megfogalmazást.
- A napfény íze (Sunshine) magyar-osztrák-kanadai-német koprodukció. Forgatókönyvét a rendező Israel Horovitz-cal közösen írta, s amelyért 1999-ben a legjobb forgatókönyv Európai Filmdíját érdemelték ki. Száz évet átfogó, tehát ismét történelmi témájú film. Egy magyar zsidó család három nemzedékének történetét mutatja be közel három órába (az eredeti elképzelés szerint hat órába) sűrítve. Lényegében tehát filmes családregény. Középpontjában a drámai történelmi eseményeket átélő zsidó család sorsának alakulása áll, de – Szabó István tömör megfogalmazása szerint – a film „nem az asszimilációról, hanem az azonosságválságról szól.”[22] A hazai bemutató után vitákat váltott ki, és bár a pálya összegzéseként is emlegetik, az elismerések mellett („A napfény íze monumentális képeskönyv: olyan nagyszabású munka, amelynek pusztán létrejötte is korszakhatároló jelentőségű.”[23]) több elmarasztaló kritikát is kapott (a jellemek és a cselekmény leegyszerűsítése, „dráma helyett illusztrál”[24]). A rendező a bírálatokról 2003-ban egy interjúban mondott véleményt. („Engem főleg az lepett meg, hogy a különböző megfelelési vágyakkal küzdő emberek a cikkeikkel akarták bizonyítani, hova tartoznak.”[25]).

Gervai András Vénusztól Júliáig című tanulmányában az 1990-es éveket általában is a rendezői pálya kevésbé sikeres korszakának tartja. „A figuráknak ez a nyolcvanas években a Redlben, majd még inkább a Hanussenben kezdődő elszürkülése, fekete-fehér leegyszerűsítése, úgy tűnik a kilencvenes évek filmjeiben többnyire folytatódik – nem elválaszthatatlanul a forgatókönyvek leegyszerűsítéseitől, didaktikus mondanivalójától.” (63. o.) Különösen a Találkozás Vénusszal kap tőle rossz osztályzatot („súlytalan mű” 83. o.). A három filmből elsősorban a személyességet, az érzelmet hiányolja: „A személyesség, a líra helyét egyfajta külsődlegesség, illusztrativitás váltja fel.” (77. o.).

## 2000-től
A további négy játékfilm alapja irodalmi mű. Az első színdarab alapján, a következő három – három híres regény alapján készült alkotás.
- A Taking Sides, magyar címe: Szembesítés (2001) Ronald Harwood színdarabja alapján készült, a forgatókönyvet a drámaíró maga írta. Főszerepben: Wilhelm Furtwängler karmester szerepében Stellan Skarsgård – ezért az alakításért Mar del Platában 2002-ben a legjobb színész díját kapta – és az őrnagy szerepében Harvey Keitel. Az előző filmek után újra kamaradarab, mint korábban a Bizalom: többnyire egyetlen zárt helyiségben játszódó dráma. Középpontban ismét a művész alakja, az embertelen hatalommal való együttműködés felelősségének kérdése áll.
- Csodálatos Júlia (2004), vígjáték, magyar-kanadai-angol koprodukció. William Somerset Maugham műve alapján a forgatókönyvet ismét Ronald Harwood írta. Főszerepben: Annette Bening – ezért az alakításért Golden Globe legjobb színésznői díjat kapott – és Jeremy Irons.
- Rokonok (2006), magyar produkció. Móricz Zsigmond regényének a jelen társadalmi folyamataira is utalásokat rejtő feldolgozása. Forgatókönyv: Vészits Andrea és Szabó István. Főszerepben: Csányi Sándor (Kopjáss István), Tóth Ildikó (Lina), Eperjes Károly (Kardics).
- Az ajtó (2012), magyar-német koprodukció. Szabó Magda regénye alapján a forgatókönyvet Vészits Andrea és Szabó István írta. Főszerepben: Helen Mirren Oscar-díjas és kétszeres Golden Globe-díjas brit színésznő és Martina Gedeck német színésznő. A film operatőre Ragályi Elemér. (A korábbi filmek állandó operatőre, Koltai Lajos ekkor önálló rendezésével volt elfoglalva). A 2011 őszén Magyarországon és Németországban forgatott filmet 2012. március 9-én mutatták be a hazai mozik. A budapesti premierre ellátogatott Helen Mirren is, aki a film főszerepét, Emerencet alakítja. Az ajtó 2012 legnézettebb magyar mozifilmje lehet, az előző évhez képest rekordot döntött a 70 ezer mozilátogatóval.[26] A film a 34. Moszkvai Nemzetközi Filmfesztivál hivatalos versenyprogramjában is jelen volt.

## Ügynökmúltja
2006 elején került nyilvánosságra, hogy 1957 és 1963 között „Képesi Endre” fedőnéven jelentett a belső reakció elhárításával foglalkozó II/5-ös osztálynak (a III/III-as csoportfőnökség elődjének).
Szabó először úgy nyilatkozott: azért lépett be, hogy a szolgálat félrevezetésével megmenthesse az 1956-os forradalomban részt vevő évfolyamtársa, Gábor Pál életét. Később azt mondta, valójában magát mentette, de állítása szerint nem ártott senkinek.
Jancsó Miklósról például ezt írta: "Senki nem veszi komolyan (...) Jancsó egy kicsit a nem létező filmrendező, ha szóba kerül a neve, a legtöbben legyintenek, mosolyognak. Már megjelenése is komikus. A negyvenéves felnőtt ember úgy öltözik, olyan frizurát hord, mint egy anarchista kamasz. (...) A beszélgetésekben, forgatókönyvi vitákban véleménye bizonytalan, egyik gondolata cáfolja a másikat, vitamódszere anarchikus. (...) Jancsó bolond - ez az általános vélemény róla, nem várnak tőle semmit, nem számítanak rá, s talán éppen ezért ártani sem tud az a sok bizonytalan, gőzös filozófia, ami benne van."
Az általa megfigyeltek között volt még Agárdy Gábor, Mécs Károly, Törőcsik Mari, Singer Éva, Rózsa János, Máriássy Félix, Kézdi-Kovács Zsolt, Várkonyi Zoltán, Gyárfás Miklós, Novák Márk, Gyöngyössy Imre, Kóti Árpád, Margitai Ági, Bárdy György, Básti Lajos, Elek Judit, Dégi István stb. Az ügy nyilvánosságra hozatala után a magyar szellemi élet több mint 100 képviselője biztosította támogatásáról Szabó Istvánt. Szenvedélyes levélben állt ki Szabó István mellett Kamondi Zoltán filmrendező.
Többek között Szabó István ügynökmúltjáról írt Gervai András Fedőneve: „szocializmus”. Művészek, ügynökök, titkosszolgák (Jelenkor Kiadó, 2010) című könyvében.

## Bozóki András állítása
Bozóki András, volt kulturális miniszter, blogjában, 2006. október 25-én azt állította, hogy Gyurcsány Ferenc miniszterelnök utasította, ne írjanak ki pályázatot a Magyar Nemzeti Filmarchívum vezetői posztjára, hanem maradjon ott Szabó István felesége, Gyürey Vera, akinek megbízatása egyébként lejárt volna. Bozóki szerint Szabó maga kérte Gyurcsányt, intézze el ezt. Állításait Bozóki András a Hírszerző című hírportálnak megerősítette, Szabó István pedig azokat állítólag hazugságnak nevezte. A Filmarchívum igazgatói posztjára később sem írtak ki pályázatot.

## Filmjei

### Rendezőként és forgatókönyvíróként
- A hetedik napon (1959) (rövidfilm)
- Plakátragasztó (1960) (rövidfilm, elveszett)
- Ruth Freudenheim (1960) (Leonhardt Frank Jézus tanítványai című regényéből egy jelenet; elveszett)
- Variációk egy témára (1961) (rövidfilm)
- Te (1963) (rövidfilm)
- Koncert (1963) (rövidfilm)
- Álmodozások kora (1964)
- Kresz-mese gyerekeknek (1965) (rövidfilm)
- Apa (1966)
- Kegyelet (1967) (rövidfilm)
- Bors (tévésorozat) a Vesztegzár a határon című része (1968) (Forgatókönyv: Köllő Miklós, Fülöp János)
- Szerelmesfilm (1970)
- Budapest, amiért szeretem (1971) (rövidfilm sorozat)
- Álom a házról (1972) (rövidfilm)
- Tűzoltó utca 25. (1973)
- Ősbemutató (1974) (tévéfilm)
- Budapesti mesék (1976)
- Várostérkép (1977) (rövidfilm)
- Helyszínek vasárnap (1978) (rövidfilm)
- Bizalom (1980)
- Der Grüne Vogel, magyar címe: Zöld madár (1980) (tévéfilm)
- Mephisto (1981) (Forgatókönyv: Dobai Péterrel közösen)
- Levél apámhoz (1982) (tévéfilm, (rövidfilm, Franz Kafka írásából)
- Katzenspiel, magyar címe: Macskajáték (1983) (tévéjáték, Örkény István színdarabja alapján)
- Bali (1984) (tévéfilm)
- Redl ezredes (1985) (Forgatókönyv: Dobai Péterrel közösen)
- Hanussen (1988) (Forgatókönyv: Dobai Péterrel közösen)
- Találkozás Vénusszal (1991) (Forgatókönyv: Michael Hirsttel közösen)
- Édes Emma, drága Böbe (1992)
- Offenbach titkai (1996) (tévéfilm)
- Steading of the boat, magyar címe: A csónak biztonsága (gyártás éve: 1996) (56 perces rövidfilm)
- A napfény íze (1999) (Forgatókönyv: Israel Horovitzcal közösen)
- Taking Sides- Der Fall Furtwängler , magyar címe: Szembesítés (2001) (Rendező)
- Tíz perc – cselló (2002)
- Csodálatos Júlia (2004) (William Somerset Maugham műve alapján)
- Rokonok (2006) (Móricz Zsigmond regénye alapján)
- Az ajtó (2012)[36] (Szabó Magda regénye alapján)
- Zárójelentés (2020)

### Színészként
- TV a város szélén (1998) (tévésorozat, rendező: Szurdi Miklós)
- A Vendôme tér asszonya (1998) – Charlie Rosen (Francia film, rendező: Nicole Garcia)
- Franciska vasárnapjai (1997) (Rendező: Simó Sándor)
- Utrius (1993) (Rendező: Grunwalsky Ferenc)
- Túsztörténet (1989) – Főorvos (Rendező: Gazdag Gyula)
- Történetek a magyar filmről (1982) (Rendező: Nádasy László)
- Őfelsége pincére voltam (2007) – tőzsdei alkusz (Cseh film, rendező: Jiří Menzel)

## Díjai, elismerései

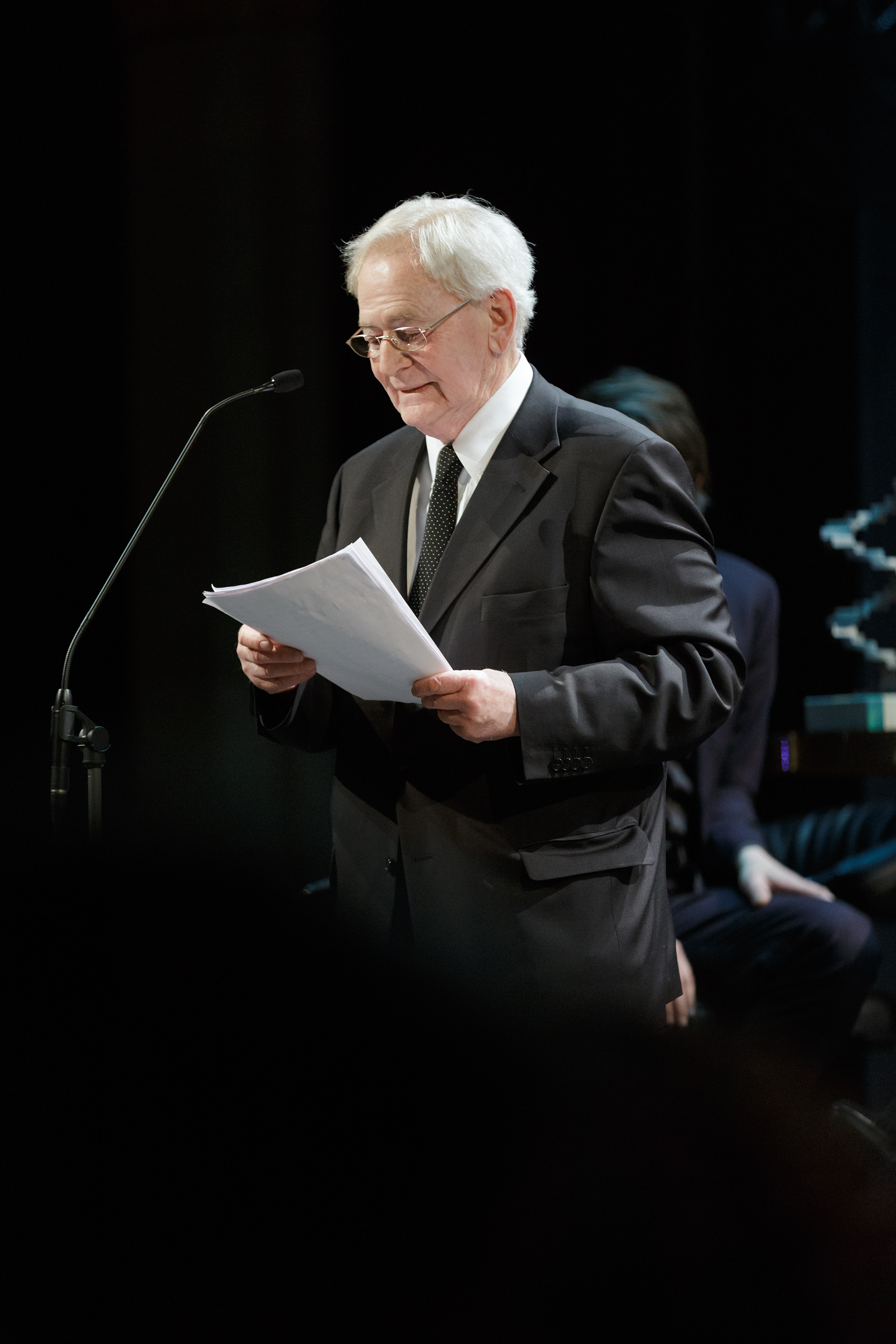
Szabó István beszédet mond az Osztrák Filmdíj átvételekor (Bécs, 2017)

- Magyar Filmkritikusok Díja: A legjobb kisfilm rendezés (1963) (Variáció egy témára, Koncert)
- Cannes-i Filmfesztivál: a zsűri külön dicsérete (1963)
- Cannes-i Filmfesztivál: a legjobb forgatókönyv díja (1963)
- Balázs Béla-díj (1967)
- Kossuth-díj (1975)
- Ezüst Medve díj a legjobb rendezőnek (1980)
- FIPRESCI-díj (Cannes, 1981)
- Oscar-díj (legjobb idegen nyelvű film) (1982)
- Érdemes művész (1982)
- David di Donatello-díj (1982) (Mephisto)
- Kiváló művész (1985)
- Cannes-i Filmfesztivál: a zsűri külön dicsérete (1985)
- BAFTA-díj (1986) (Redl ezredes)
- Európai Filmdíj (legjobb forgatókönyvíró) (1992, 1999)
- Joseph Pulitzer-emlékdíj[37] (1996)
- Budapest díszpolgára (1996)
- Corvinus-díj (1997)
- Kölcsey-emlékplakett (1998)
- Hazám-díj (2001)
- A XIII. kerület díszpolgára (2001)
- A Magyar Köztársasági Érdemrend középkeresztje a csillaggal (2002)
- Mar del Plata Filmfesztivál -Legjobb rendező díj (Taking-Side-Szembesítés c. film alkotásáért)
- Magyar filmkritikusok díja (2003)
- Prima díj (2004)
- Magyar Mozgókép Mestere (2007)
- Jubileumi Prima Primissima díj (2007)
- Szófiai Színház- és Filmművészeti Akadémia díszdoktora (2012)[38]
- Los Angeles-i Magyar Filmfesztivál: Michael Curtiz-közönségdíj (2012)[39][40]
- Arany Medál díj (2012) /Az év filmje – "Az ajtó"/ [41]
- CineFest Miskolci Nemzetközi Filmfesztivál életműdíja (2013)
- A Nemzet Művésze (2014)
- Osztrák Filmdíj (2017)[42]
- A cannes-i fesztivál életműdíja (2025)[43]